# エティエンヌ・マルセル駅
エティエンヌ・マルセル駅（エティエンヌ・マルセルえき、Étienne Marcel）は、フランス・パリの1区、2区にまたがって存在するパリメトロ4号線の駅。
駅名は東西に走るエティエンヌ・マルセル通り（14世紀のパリの指導者エティエンヌ・マルセルにちなむ命名）からとられている。

## 駅周辺
- 中央郵便局

## 歴史
- 1908年4月21日、4号線ポルト・ド・クリニャンクール駅 - シャトレ駅間開通に伴い、開業。

## 隣の駅
パリメトロ
■4号線
レオミュール＝セバストポル駅 - エティエンヌ・マルセル駅 - レ・アル駅